# Al-Aaiun
Al-Aaiun (àrab: العيون, al-ʿAyūn o al-ʿUyūn, literalment ‘les Fonts' o ‘les Deus'; amazic: ⵍⵄⵢⵓⵏ, Leɛyun; transcrit castellà: El Aaiún i en francès: Laâyoune) és la capital no oficial del Sàhara Occidental i d'una de les províncies en què l'ha dividit el Marroc després de l'ocupació. És també una wilaya de la RASD. L'administració marroquina l'ha inclòs a la província d'Al-Aaiun de la regió de Laâyoune-Sakia El Hamra. Segons el cens de 2014 tenia una població total de 196.331 persones És la localitat més gran del Sàhara Occidental. La Missió de Nacions Unides pel Referèndum al Sàhara Occidental (MINURSO) hi té la seu general. Està situada a l'interior del territori, a 28 km de la costa nord, al costat del llit sec del riu Saguia el Hamra, a la regió homònima.

## Toponímia
El nom de la ciutat significa ‘les fonts' o ‘les deus', nom amb què ja es coneixia la zona abans de la fundació de la ciutat pels colonitzadors espanyols.

## Demografia
La ciutat va registrar una població de 183 691 habitants durant l'últim cens que va ser realitzat en 2004. Segons estimacions es calcula que en el 2009 posseïa una població de 194 668 habitants pel que se situa com la principal ciutat del Sàhara Occidental. La ciutat ha sofert l'èxode de milers de sahrauís que fugien del Marroc en direcció als campaments de refugiats que es troben al país veí de Algèria pel que la seva població en l'actualitat s'ha vist minvada, però així i tot augmenta any a any a causa de la gran natalitat existent.
| 93.875 | 136.950 | 169.000 | 183.691 | 188.084 | 194.668 |

## Història
La presència del primer assentament permanent en el que avui és la ciutat d'Al-Aaiun data de 1928, quan es va establir un lloc de vigilància pertanyent a la tribu izarguien. Els espanyols no van començar l'ocupació efectiva de l'interior del territori fins a 1934, quan el comandant Antonio de Oro Pulido i el capità Galo Bullón Díaz van arribar fins al lloc de vigilància dels izarguien, trobant òptim el lloc per a un establiment permanent, car no estava lluny del mar i sí ben comunicat amb Tarfaya i Cap Juby, i comptava amb un subministrament garantit d'aigua dolça gràcies als pous de la riba esquerra del Saguia el Hamra, així com el seu embassament al seu llit durant l'època de pluges. Quatre anys després, en 1938, tots dos oficials van decidir l'establiment d'un lloc militar fix, i es van erigir llavors els primers edificis permanents de l'assentament. En 1940 va ser designada oficialment ciutat capital o capçalera del Sàhara Espanyol, rebent per tant una dotació de Partides Específiques (per a la construcció d'edificis i infraestructures) pertanyent als Pressupostos Anuals independents per a la regió Ifni-Sàhara. El seu desenvolupament va ser lent fins als anys seixanta, quan va tenir un desenvolupament espectacular convertint-se en una ciutat moderna.
El 17 de juny de 1970 un grup de manifestants encapçalats per Mohammed Bassiri van portar una petició al governador general del Sàhara Espanyol a Al Aaiun. El fet, conegut com a revolta de Zemla, acabà amb la policia dispersant la manifestació i arrestant els capitostos, i arran la resistència la Legió Espanyola va disparar contra la multitud, provocant onze morts. Centenars foren detinguts, entre ells Bassiri, que fou assassinat a la presó.
Va ser la capital de l'antic Sàhara Espanyol fins a desembre de 1975, quan després de la marxa pacífica de milers de marroquines cap al Sahara –planificada pel rei Hassan II– que després es va denominar "marxa verda", es van signar els Acords de Madrid, pels quals Espanya va cedir el Sàhara al Marroc i a Mauritània, els quals van haver d'enfrontar-se després amb el saharaui Front Polisario, recolzat per Algèria. Els marroquins van ocupar la ciutat a principis de 1976, causant un èxode de saharauis cap a Algèria per escapar de les represàlies marroquines pel seu suport al Front Polisario. En la seva persecució a la població que fugia cap al sud-oest de Algèria, les forces aèries marroquines van utilitzar napalm, fòsfor blanc i bombes de fragmentació contra els refugiats.
En 2005, la ciutat va ser escenari de greus protestes en contra de l'ocupació marroquina i en suport de la independència i del Front Polisario. Aquestes protestes també es van produir en altres nuclis urbans del Sahara Occidental, així com en alguns centres universitaris de tot el Marroc. La ciutat ha estat reconeguda com la capital de la República Àrab Sahrauí Democràtica per 81 estats.

## Clima
Com en la resta del desert del Sàhara, el clima de la ciutat és molt sec i calorós, registrant unes precipitacions molt baixes durant tot l'any. Els mesos més calorosos són juliol i agost que són també els que menys precipitacions tenen i els mesos de l'estació de les pluges són els més frescos i posseeixen la gran majoria de les quals cauen al llarg de l'any. A continuació es mostren les mitjanes climàtiques de la ciutat:
| Paràmetres climàtics mitjans de Al Aaiún | Paràmetres climàtics mitjans de Al Aaiún | Paràmetres climàtics mitjans de Al Aaiún | Paràmetres climàtics mitjans de Al Aaiún | Paràmetres climàtics mitjans de Al Aaiún | Paràmetres climàtics mitjans de Al Aaiún | Paràmetres climàtics mitjans de Al Aaiún | Paràmetres climàtics mitjans de Al Aaiún | Paràmetres climàtics mitjans de Al Aaiún | Paràmetres climàtics mitjans de Al Aaiún | Paràmetres climàtics mitjans de Al Aaiún | Paràmetres climàtics mitjans de Al Aaiún | Paràmetres climàtics mitjans de Al Aaiún | Paràmetres climàtics mitjans de Al Aaiún     |
| Mes                                      | Gen.                                     | Feb.                                     | Mar.                                     | Abr.                                     | Mai.                                     | Jun.                                     | Jul.                                     | Ago.                                     | Set.                                     | Oct.                                     | Nov.                                     | Des.                                     | Anual                                        |
| ---------------------------------------- | ---------------------------------------- | ---------------------------------------- | ---------------------------------------- | ---------------------------------------- | ---------------------------------------- | ---------------------------------------- | ---------------------------------------- | ---------------------------------------- | ---------------------------------------- | ---------------------------------------- | ---------------------------------------- | ---------------------------------------- | -------------------------------------------- |
| Temperatura màxima registrada °C (°F)    | 28 (82,4)                                | 33 (91,4)                                | 37 (98,6)                                | 41 (105,8)                               | 38 (100,4)                               | 37 (98,6)                                | 43 (109,4)                               | 47 (116,6)                               | 40 (104)                                 | 38 (100,4)                               | 33 (91,4)                                | 30 (86)                                  | 47 (116,6)                                   |
| Temperatura mínima registrada °C (°F)    | 5 (41)                                   | 6 (42,8)                                 | 8 (46,4)                                 | 10 (50)                                  | 11 (51,8)                                | 11 (51,8)                                | 12 (53,6)                                | 17 (62,6)                                | 16 (60,8)                                | 8 (46,4)                                 | 2 (35,6)                                 | 6 (42,8)                                 | 2 (35,6)                                     |
| Temperatura diària màxima °C (°F)        | 20 (68)                                  | 20 (68)                                  | 22 (71,6)                                | 22 (71,6)                                | 22 (71,6)                                | 24 (75,2)                                | 26 (78,8)                                | 28 (82,4)                                | 27 (80,6)                                | 25 (77)                                  | 24 (75,2)                                | 20 (68)                                  | 23 (73,4)                                    |
| Temperatura diària mínima °C (°F)        | 12 (53,6)                                | 13 (55,4)                                | 16 (60,8)                                | 15 (59)                                  | 16 (60,8)                                | 18 (64,4)                                | 20 (68)                                  | 21 (69,8)                                | 20 (68)                                  | 18 (64,4)                                | 16 (60,8)                                | 13 (55,4)                                | 17 (62,6)                                    |
| Precipitació total mm (polzades)         | 17,97 (0,7)                              | 18,51 (0,7)                              | 6,74 (0,3)                               | 2,54 (0,1)                               | 3,21 (0,1)                               | 0,31 (0)                                 | 0 (0)                                    | 0 (0)                                    | 1,21 (0)                                 | 7,47 (0,3)                               | 16,90 (0,7)                              | 18,60 (0,7)                              | (Error de l'expressió: Operador / inesperat) |
| Font: Weatherbase                        |                                          |                                          |                                          |                                          |                                          |                                          |                                          |                                          |                                          |                                          |                                          |                                          |                                              |

## Economia
La ciutat igual que la resta del Sahara Occidental, disposa de pocs recursos naturals i no té prou precipitacions per proveir la majoria de les activitats agrícoles. La seva economia se centra en el pasturatge nòmada, la pesca i l'extracció de fosfats, dels quals constitueix el major jaciment del món. La majoria dels aliments per a la població urbana han de ser importats. Tot el comerç i altres activitats econòmiques són controlades pel govern del Marroc. Els ingressos i estàndards de vida es troben substancialment per sota dels de la resta del Marroc però també es troben substancialment per sobre dels de la resta del Sàhara Occidental. La ciutat també compta amb petits ingressos procedents de l'ajuda internacional i ingressos encara més reduïts procedents del turisme.
La cinta transportadora que porta el fosfat de Bucraa (la més llarga del món en funcionament) acaba al port de Laâyoune-plage, on és tractada abans de ser enviat en vaixell. El grup OCP, el major exportador de fosfat del món, hi és operat per la seva filial Fos Bucraa. Donada la situació política, alguns clients han reduït (el gegant de fosfat de Noruega Yara) o detingut (la companyia naviliera noruega Arnesen Shipbrokers) llurs compres de fosfat a l'empresa. En febrer de 2010 la CSTS, sindicat dels treballadors sahrauís, va protestar contra les condicions de treball de Fos Bucraa.
L'Aeroport Internacional Hassan I es connecta a l'Aeroport International Mohammed V-Nouasser de Casablanca, així com a d'altres aeroports d'altres ciutats marroquines i estrangeres.
La ciutat alberga centre de fresat d'una empresa Ciments du Maroc, filial del grup italià Italcementi. Des de 2011 s'adjunta a aquest centre, i destinats a l'abastament d'electricitat, un parc eòlic també implementat per Ciments du Maroc.

## Agermanaments
- Florència
- Montevideo[12]
- Tena[13]
- Alger[14] (Since 2001)
- Almeria, Spain[15]
- Avilés[16]
- Caracas (des del 12 d'agost de 2005)
- Màlaga[17]
- Llorca[18]
- Sorrento (des del 18 d'abril de 2009)